# Basati
Basati è una frazione del comune di Seravezza in Alta Versilia, provincia di Lucca, Toscana. Situato alle pendici del monte Cavallo, domina la Valle del Giardino e si affaccia sui paesi di Terrinca, Levigliani e Retignano, incorniciato dalle Alpi Apuane, tra le quali Altissimo, Corchia e Pania della Croce.
Antico borgo già frequentato dai Liguri Apuani e fondato in chiave romana intorno all'epoca augustea, Basati ha una storia caratterizzata da una vita contadina intrecciata all'estrazione del marmo.

## Storia

### Etimologia
L'etimologia di Basati è sconosciuta e finora poco indagata. Secondo la tradizione orale si tratterebbe di una corruzione di "sbassati", nel senso di abitanti che si ritrovano in basso rispetto all'abitato originale della località Pian d'Ajora. Lo storico locale Leopoldo Belli ha avanzato l'ipotesi di un'associazione all'etnonimo Vasates, una confederazione di Apuani proveniente dalla Francia meridionale distintasi per la lavorazione del ferro (metallo abbondante nel territorio basatino).

### Primi insediamenti
L'area di Basati presenta numerosi esempi di coppellazione e decine di petroglifi molto interessanti dal punto di vista archeologico, investigati e censiti per la prima volta nel 1995-1999 dai coniugi lombardi Giorgio Citton e Isa Pastorelli.
In particolare desta l'attenzione un masso su cui sono incisi una spirale a 12 volute e un antropomorfo itifallico con arti ortogonali e corna (oggi quasi cancellato). La roccia in questione (lunga circa 3,5 metri) si trova a fondovalle in località Zingola, sul lato sinistro del torrente del Giardino in un riparo nei pressi dell'antico sentiero che conduceva alle cave dell'Altissimo. Il masso originariamente si trovava dall'altra sponda ma dopo l'alluvione del 1996 ed i conseguenti lavori di ripristino del canale (grazie a cui la scoperta conquistò l'attenzione locale) fu trasferito lungo la via camionabile privata (1997).
Le incisioni sono ascrivibili almeno al periodo dei Liguri Apuani (VIII - VI sec. a.C.) e testimoniano la sacralità delle Apuane. In particolare, in origine il masso si trovava in acqua in quello che probabilmente era un punto obbligato di guado, un camminamento molto antico. La spirale (dal diametro massimo di 16 cm) è ancora visibile perché ricavata su un mecascisto quarzoso ben resistente all'erosione dell'acqua.
Per tutti gli anni 1990 (specialmente nel 1999) sono stati rinvenuti intorno a Basati dei resti di anfore e monete riferibili alla metà del II secolo a.C., testimonianza di una progressiva integrazione del popolo ligure nel tessuto sociale romano. Come tutte le altre località dell'Alta Versilia, anche Basati fu inizialmente assegnata a coloni di Lucca o Luna sotto forma di arcifinius, ovvero un appezzamento delimitato da confini naturali dove le popolazioni indigene (gli Apuani) vivevano in inferiorità numerica e giuridica in attesa dell'effettiva annessione alla Repubblica.

### Tardo medioevo
Il toponimo Basati è menzionato per la prima volta in un estimo del 1320 della Comunità di Pietrasanta, in cui figurava assieme alla vicina località di Cerreta Sant'Antonio. Nel 1333, però, apparteneva alle comunità soggette alla pieve di San Martino della Cappella, benché non sia noto come e quando sia avvenuta questa traslazione.
Nel Quattrocento il torrente di Cansoli e il Canale del Giardino videro svilupparsi un importante polo siderurgico e di estrazione di minerali dal sottosuolo (come lapislazzuli e malachite). Le maestranze provenivano dall'Alta Versilia ma soprattutto dal nord Italia ed Europa. Alcuni scrittori locali del Settecento (Giovanni Targioni Tozzetti e Francesco Campana in primis) sostennero che gli abitanti di Basati fossero "discendenti da certi bresciani che in antico (forse ai tempi di Cosimo e Ferdinando I) lavoravano alle miniere d'argento di Gallena. Essi hanno un gergo col quale si intendono fra di loro e non sono intesi dagli altri".
In quel periodo la gestione del territorio era già suddivisa tra le selve di castagno e i campi terrazzati, mentre nelle terre Alte dell’Alpe di Basati si sfruttavano i pascoli per gli armenti (soprattutto ovini e caprini) e le enormi faggete intorno al monte Ronchi e lungo valle di Arni per fare carbone. Proprio la produzione di carbone per le ferriere lungo il Giardino e la valle del Vezza rappresentò una grossa risorsa economica per il paese; nei boschi circostanti Basati, ancora oggi sono visibili gli spazi riservati alla realizzazione delle carbonaie. Dal 1450 al 1578 si registrarono contrasti e vertenze con gli abitanti di Vagli di Sotto per la gestione dei pascoli comuni nella valle di Arni, sfociati in veri e propri atti di guerra.

### Età contemporanea
Nel 1536, nella lista degli artigiani del paese, vi erano due fabbri, quattro segatori d’assi, un cerchiaio ed un mugnaio. Lungo il corso del torrente di Basati, vicino allo sbocco nel canale del Giardino, si trovano ancora i suggestivi resti del Mulino di Tortuliano.
Intorno alla metà del Settecento Targioni Tozzetti, importante medico e naturalista legato allo sviluppo scientifico ed economico della Toscana, segnalava l'esistenza di molti filoni di ferro in Betigna, (Alpe di Basati), con segni d'oro, argento e piombo. In realtà tali giacimenti non vennero mai sfruttati, mentre vennero aperte miniere di rame, sempre nel XVIII° secolo, presso la chiesa di S. Maria Maddalena.
Fino all'inizio del XIX° secolo la comunità di Basati trovava sostentamento nella pastorizia, nella produzione di carbone di faggio e nella lavorazione del legno di castagno. Molto importante per la comunità di Basati fu l'avvento dell'economia del marmo e l'apertura di numerosi bacini marmiferi: per assistere al massiccio sfruttamento degli agri marmiferi del monte Altissimo e del pizzo Falcovaja bisognerà però attendere la prima metà dell'Ottocento, a partire dagli anni Venti, con il connubio tra l'ex ufficiale napoleonico Alexandre Henraux ed il seravezzino Marco Borrini. L'apertura dei bacini d'estrazione intorno al massiccio dell'Altissimo (Cervaiole, Giardino, Piastrone) creò una richiesta di manodopera che non solo coinvolse quasi tutta la forza lavoro di Basati, ma richiese l'apporto di pendolari dai centri e dalle zone limitrofe. Nella seconda metà del Novecento il fenomeno si ridimensionò gradualmente, soprattutto per l'ausilio di nuove tecnologie.
Nella storia del paese va ricordata l’esistenza di una banda musicale, oggi scomparsa, quando i suonatori più anziani insegnavano ai giovani l’uso dei vari strumenti. Gli uomini a quel tempo lavoravano alle cave del Fondone. Partivano il lunedì portando nello zaino anche lo strumento musicale, così alla sera, fra le brande del dormitorio, studiavano gli spartiti che provavano poi, al rientro a casa il sabato sera, insieme agli altri paesani. Nel 1956 gli abitanti di Basati decisero di unire il paese alla strada di Ruosina ed alle cave del Giardino. Con pale e picconi iniziarono i lavori, offrendo terreni e manodopera gratuitamente e lavorando durante i giorni festivi dopo una settimana passata alla cava. Si completarono così i primi 500 metri di strada, finché nel 1960, con l'intervento del Comune e di pubbliche sottoscrizioni, si definì l'opera, creando l'anello Giustagnana, Minazzana, Basati, Seravezza e, nel 1967, l'asfaltatura Zingola-Ruosina.

## Monumenti e luoghi d'interesse

### Chiesa di Sant'Ansano
Le prime testimonianze della chiesa risalgono al 1538, quando era alle dipendenze dalla Pieve della Cappella e governata da prete Agostino Bartolomeo del Camparetto. Eretta come piccolo oratorio, nel corso del Settecento divenne parrocchia autonoma, passando nel 1798 dalla Diocesi di Luni-Sarzana alla Diocesi di Pontremoli e infine alla Diocesi di Pisa.
Al suo interno l'altare, acquistato nel 1812, proviene dalla chiesa di S. Maria della Cervia, prima che quest'ultima venisse demolita. L'organo, situato sopra l'ingresso principale, fu realizzato nell'Ottocento da maestranze della vicina frazione di Pomezzana.

### Chiesa di Santa Maria Maddalena
Situata in Campagrina, al confine con Terrinca, nacque come un oratorio di alpeggio dove i pastori si recavano per pregare nel periodo della transumanza. Di fattura seicentesca ad una sola navata, ha il campanile separato dal corpo della chiesa e distante qualche centinaia di metri, sopra un rilievo roccioso.